# National Basketball Association 2006-2007
La stagione della National Basketball Association 2006-2007 fu la 61ª edizione del campionato NBA. La stagione si concluse con la vittoria dei San Antonio Spurs, che sconfissero i Cleveland Cavaliers per 4-0 nelle finali NBA.

## Squadre partecipanti
- Atlanta Hawks
- Boston Celtics
- Charlotte Bobcats
- Chicago Bulls
- Cleveland Cavaliers
- Dallas Mavericks
- Denver Nuggets
- Detroit Pistons
- G.S. Warriors
- Houston Rockets
- Indiana Pacers
- L.A. Clippers
- L.A. Lakers
- Memphis Grizzlies
- Miami Heat

- Milwaukee Bucks
- Minnesota T'wolves
- N.J. Nets
- N.O. Hornets
- N.Y. Knicks
- Orlando Magic
- Phoenix Suns
- Philadelphia 76ers
- Portland T. Blazers
- Sacramento Kings
- San Antonio Spurs
- Seattle S.Sonics
- Toronto Raptors
- Utah Jazz
- Wash. Wizards

## Classifica Finale

### Eastern Conference
Atlantic Division
|  |    |                     | G  | V  | P  | %    | GB |
|  | -- | ------------------- | -- | -- | -- | ---- | -- |
|  | 1. | Toronto Raptors (3) | 82 | 47 | 35 | 57,3 | -  |
|  | 2. | N.J. Nets (6)       | 82 | 41 | 41 | 50,0 | 6  |
|  | 3. | Philadelphia 76ers  | 82 | 35 | 47 | 42,7 | 12 |
|  | 4. | N.Y. Knicks         | 82 | 33 | 49 | 40,2 | 14 |
|  | 5. | Boston Celtics      | 82 | 24 | 58 | 29,3 | 23 |

Central Division
|  |    |                         | G  | V  | P  | %    | GB |
|  | -- | ----------------------- | -- | -- | -- | ---- | -- |
|  | 1. | Detroit Pistons (1)     | 82 | 53 | 29 | 64,6 | -  |
|  | 2. | Cleveland Cavaliers (2) | 82 | 50 | 32 | 60,5 | 3  |
|  | 3. | Chicago Bulls (5)       | 82 | 49 | 33 | 59,8 | 4  |
|  | 4. | Indiana Pacers          | 82 | 35 | 47 | 42,7 | 18 |
|  | 5. | Milwaukee Bucks         | 82 | 28 | 54 | 34,1 | 25 |

Southeast Division
|  |    |                   | G  | V  | P  | %    | GB |
|  | -- | ----------------- | -- | -- | -- | ---- | -- |
|  | 1. | Miami Heat (4)    | 82 | 44 | 38 | 53,7 | -  |
|  | 2. | Wash. Wizards (7) | 82 | 41 | 41 | 50,0 | 3  |
|  | 3. | Orlando Magic (8) | 82 | 40 | 42 | 48,8 | 4  |
|  | 4. | Charlotte Bobcats | 82 | 33 | 49 | 40,2 | 11 |
|  | 5. | Atlanta Hawks     | 82 | 30 | 52 | 36,6 | 14 |

### Western Conference
Northwest Division
|  |    |                     | G  | V  | P  | %    | GB |
|  | -- | ------------------- | -- | -- | -- | ---- | -- |
|  | 1. | Utah Jazz (4)       | 82 | 51 | 31 | 62,2 | -  |
|  | 2. | Denver Nuggets (6)  | 82 | 45 | 37 | 54,9 | 6  |
|  | 3. | Portland T. Blazers | 82 | 32 | 50 | 39,0 | 19 |
|  | 4. | Minnesota T'wolves  | 82 | 32 | 50 | 39,0 | 19 |
|  | 5. | Seattle S.Sonics    | 82 | 31 | 51 | 37,8 | 20 |

Pacific Division
|  |    |                   | G  | V  | P  | %    | GB |
|  | -- | ----------------- | -- | -- | -- | ---- | -- |
|  | 1. | Phoenix Suns (2)  | 82 | 61 | 21 | 74,4 | -  |
|  | 2. | L.A. Lakers (7)   | 82 | 42 | 40 | 51,2 | 19 |
|  | 3. | G.S. Warriors (8) | 82 | 42 | 40 | 51,2 | 19 |
|  | 4. | L.A. Clippers     | 82 | 40 | 42 | 48,8 | 21 |
|  | 5. | Sacramento Kings  | 82 | 33 | 49 | 40,2 | 28 |

Southwest Division
|  |    |                       | G  | V  | P  | %    | GB |
|  | -- | --------------------- | -- | -- | -- | ---- | -- |
|  | 1. | Dallas Mavericks (1)  | 82 | 67 | 15 | 81,7 | -  |
|  | 2. | San Antonio Spurs (3) | 82 | 58 | 24 | 70,7 | 9  |
|  | 3. | Houston Rockets (5)   | 82 | 52 | 30 | 63,4 | 15 |
|  | 4. | N.O. Hornets          | 82 | 39 | 43 | 47,6 | 28 |
|  | 5. | Memphis Grizzlies     | 82 | 22 | 60 | 26,8 | 45 |

## Vincitore
| Campione NBA 2007           |
| --------------------------- |
| San Antonio Spurs 4º titolo |

## Statistiche
| Categoria             | Giocatore     | Squadra                | Stat |
| --------------------- | ------------- | ---------------------- | ---- |
| Punti per partita     | Kobe Bryant   | Los Angeles Lakers     | 31,6 |
| Rimbalzi per partita  | Kevin Garnett | Minnesota Timberwolves | 12,8 |
| Assist per gara       | Steve Nash    | Phoenix Suns           | 11,6 |
| Palle rubate per gara | Baron Davis   | Golden State Warriors  | 2,14 |
| Stoppate per gara     | Marcus Camby  | Denver Nuggets         | 3,3  |
| FG%                   | Mikki Moore   | New Jersey Nets        | 60,6 |
| FT%                   | Kyle Korver   | Philadelphia 76ers     | 91,4 |
| 3FG%                  | Jason Kapono  | Miami Heat             | 51,4 |

## Premi NBA
- NBA Most Valuable Player Award: Dirk Nowitzki, Dallas Mavericks
- NBA Rookie of the Year Award: Brandon Roy, Portland Trail Blazers
- NBA Defensive Player of the Year Award: Marcus Camby, Denver Nuggets
- NBA Sixth Man of the Year Award: Leandro Barbosa, Phoenix Suns
- NBA Most Improved Player Award: Monta Ellis, Golden State Warriors
- NBA Coach of the Year Award: Sam Mitchell, Toronto Raptors
- NBA Executive of the Year Award: Bryan Colangelo, Toronto Raptors
- Sportsmanship Award: Luol Deng, Chicago Bulls
- All-NBA First Team:
  - F - Dirk Nowitzki, Dallas Mavericks
  - F - Tim Duncan, San Antonio Spurs
  - C - Amar'e Stoudemire, Phoenix Suns
  - G - Steve Nash, Phoenix Suns
  - G - Kobe Bryant, Los Angeles Lakers
- All-NBA Second Team:
  - F - LeBron James, Cleveland Cavaliers
  - F - Chris Bosh, Toronto Raptors
  - C - Yao Ming, Houston Rockets
  - G - Gilbert Arenas, Washington Wizards
  - G - Tracy McGrady, Houston Rockets
- All-NBA Third Team:
  - F - Kevin Garnett, Minnesota Timberwolves
  - F - Carmelo Anthony, Denver Nuggets
  - C - Dwight Howard, Orlando Magic
  - G - Dwyane Wade, Miami Heat
  - G - Chauncey Billups, Detroit Pistons
- All-Defensive First Team:
  - F - Tim Duncan, San Antonio Spurs
  - F - Bruce Bowen, San Antonio Spurs
  - C - Marcus Camby, Denver Nuggets
  - G - Kobe Bryant, Los Angeles Lakers
  - G - Raja Bell, Phoenix Suns
- All-Defensive Second Team:
  - F - Kevin Garnett, Minnesota Timberwolves
  - F - Tayshaun Prince, Detroit Pistons
  - C - Ben Wallace, Chicago Bulls
  - G - Kirk Hinrich, Chicago Bulls
  - G - Jason Kidd, New Jersey Nets
- All-Rookie First Team:
  - Brandon Roy, Portland Trail Blazers
  - Andrea Bargnani, Toronto Raptors
  - Randy Foye, Minnesota Timberwolves
  - Rudy Gay, Memphis Grizzlies
  - Jorge Garbajosa, Toronto Raptors (pari)
  - LaMarcus Aldridge, Portland Trail Blazers (pari)
- All-Rookie Second Team:
  - Paul Millsap, Utah Jazz
  - Adam Morrison, Charlotte Bobcats
  - Tyrus Thomas, Chicago Bulls
  - Craig Smith, Minnesota Timberwolves
  - Rajon Rondo, Boston Celtics (pari)
  - Wálter Herrmann, Charlotte Bobcats (pari)
  - Marcus Williams, New Jersey Nets (pari)

## Curiosità
- L'All-Star Game si gioca il 18 febbraio, 2007, al Thomas & Mack Center a Las Vegas in Nevada, risultando il primo All-Star Game che si gioca in una città dove non ci sono squadre NBA.
- Per il secondo anno consecutivo, i New Orleans Hornets giocano le partite in casa a New Orleans e Oklahoma City alternativamente.
- il 28 giugno 2006 è stato rivelato il nuovo pallone ufficiale NBA, insieme all'inizio del NBA Draft. Ma a causa del malcontento di allenatori e giocatori, il 1º gennaio 2007 si è tornati al vecchio pallone.[1]
- I Phoenix Suns battono i New Jersey Nets 161-157 il 7 dicembre 2006, ottenendo il quarto risultato NBA più alto di sempre.[2]
- I Denver Nuggets e i New York Knicks sono protagonisti di una rissa alla fine del match del 16 dicembre. Tutti i 10 giocatori in campo sono stati espulsi. Sette giocatori sono stati squalificati: Nuggets - Carmelo Anthony (15 partite), J.R. Smith (10 partite) e Nenê (1 partita); Knicks - Nate Robinson (10 partite), Mardy Collins (6 partite), Jared Jeffries (4 partite) e Jerome James (1 partita).
- Dopo 11 stagioni con i Philadelphia 76ers, la guardia Allen Iverson è passata (insieme con Ivan McFarlin) ai Denver Nuggets in cambio di Andre Miller, Joe Smith. I Sixers sono momentaneamente tra le parti basse della Eastern Conference.[3]
- Dopo il caso controverso dei Playoff 2006, il formato delle teste di serie cambia.
- I Phoenix Suns con 15 vittorie di fila per due volte, diventa la quinta squadra a raggiungere questo record nella Storia NBA.